# Tavlanti
Tavlanti (starogrško Ταυλάντιοι, latinizirano: Taulantioi) so bili ena izmed največjih skupin ilirskih plemen, ki so živela ob Jadranskem morju na severu današnje Albanije.
V grški mitologiji sta imela grško-feničanski kralj Kadem in boginja Harmonija sina Ilirija, ki je bil  praoče vseh ilirskih plemen.  Eden od njegovih šestih sinov je bil Tavlant (Taulas), ki je bil začetnik bodočega plemena Tavlantov.
Pleme Tavlantov je igralo pomembno vlogo v 4. in 3. stoletju pr. n. št., ko jim je vladal kralj Glavkijas (335 pr. n. št.-301 pr. n. št.). Glavkijasu je leta 323 pr. n. št. uspelo vrniti vsa enhelejska ozemlja, ki so jih osvojili Makedonci. Iliri so kasneje osvojili tudi grški koloniji Epidamnis in Apolonijo, ustanovljeni v 7. stoletju pr. n. št..
V 3. in 2. stoletju pr. n. št. je imelo ilirsko pleme Ardijejcev bogato in vplivno kraljestvo, ki je doseglo višek pod kraljem Agronom. Med vladanjem njegovih naslednikov žene Tevte in brata Skerdilajda je moč kraljestva nekoliko padla. Tavlanti in Daorsi, ki so se hoteli osvoboditi izpod ardijejske nadoblasti, so se povezali z Rimom. 
Rimski zgodovinar Livij navaja, da je bil v tretji ilirski vojni leta 168 pr. n. št. zadnji ilirski kralj Gencij poražen, Ilirija pa razdeljena na tri dele. Za nagrado za sodelovanje v vojni proti Genciju je Rimska republika Daorse, Piruste in Tavlante osvobodila plačevanja davkov, njihove države pa so dobile neodisnost.
Tavlanti so se pod vplivom sosedov Grkov postopoma helenizirali in postali dvojezični. Med Grki so bili, tako kot Abri, poznani po pripravljanju medice.